# Neogastromyzon chini
Neogastromyzon chini es una especie de peces de la familia Balitoridae en el orden de los Cypriniformes.

## Morfología
• Los machos pueden llegar alcanzar los 4,5 cm de longitud total.

## Distribución geográfica
Se encuentran en Asia:  cuencas de los ríos rejang, arrollar y Sadong en Sarawak (Malasia).

## Hábitat
Es un pez de agua dulce y de clima tropical.